# Samba (софтвер)
Самба је програм који омогућава приступ мрежним дисковима на различитим оперативним системима по мрежном протоколу SMB/CIFS. Има клијент-сервер приступ. То је слободан софтвер, издат под лиценцом ГНУ.
Почевши од треће верзије обезбеђује заштиту датотека и штампање за различите клијенте (Јуникс, Microsoft Windows) и може се интегрисати са оперативним системом, или прогласити за главни домен контролер (ПДЦ), или као члан домена. Такође може бити део и домена активног директоријума.
Самба ради на већини Јуниксоликих система, као што су Линукс, Посикс, компатибилан је и са Соларисом и Мац ОС сервером, BSD, у OS/2. Самба је укључен у скоро све дистрибуције линукса.

## Настанак
Ендру Тридџел је развио прву верзију самбе на Јуниксу 1992. године на Аустралијском националном универзитету. Програм „НБСервер 1.5" је објављен у децембру 1993. Тридџел је касније сазнао да је у великој мери протокол сличан ономе који се користи и у другим мрежним системима, укључујући и Мајкрософт ЛАН Менаџер. Ова чињеница је помогла да се постигне мрежна интероперабилност са Мајкрософт оперативним системима.
Самба је првобитно назван СМБсервер, али име је промењено због протеста компаније „Синтакса“, која је власник жига „СМБсервер», због повреде жига права.

## Новија историја
Верзија 3.0.0 издата 23. септембра 2003, и била је у то време једна од највећих унапређења. Самба сервер је у могућности да се пријави на домен активног директоријума, мада не и као домен контролер.
У накнадним верзијама 3.0 додате су нове функције. Последње ажурирање ове верзије 3.0.37 објављено је 1. октобра 2009. године.
Верзија 3.1 је само коришћена за развој.
Верзија 3.3.0 издата 27. јануара 2009. Последње ажурирање 3.3.10.
Верзија 3.4.0 издата 3. јула 2009.
Верзија 3.4.5 објављена 19. јануара 2010. То је најновија стабилна верзија самбе 3.4.
Верзија 3.5.6 објављен 8. октобра 2010. У овом тренутку ово је последња стабилна верзија.
Главна иновација у развоју верзије 4.0 биће у томе да ће Самба сервер моћи да се прогласи за контролер домена активног директоријума. Ова функција је имплементирана у верзијама 3.4, али у веома ограниченој форми.
Након три године развоја, прво техничко издање 4.0.0ТП1 је објављено у јануару 2009. Након тога, алфа издања појављују се редовно. Најновија верзија 4.0.0-alpha14 објављена је 24. децембра 2010.

## Поређење са Windows Serverом
Главне разлике у односу на Windows Server су:
- Недостатак подршке за групна овлашћења (Груп полиси) у ранијим верзијама (индиректна подршка постоји у верзији 3.4, док је у верзији 4.0 у потпуности омогућена)
- Недостатак поставки за корисничке профиле и рачунаре
- Недостатак подршке чворова инфраструктуре (локације) и директоријума репликације.

Још једна особина које треба размотрити јесте да самба ради само преко ТЦП/ИП протокола, док сличну услугу за Windows могу обезбедити и IPX и NetBEUI протоколи. Међутим, Мајкрософт се у новијим верзијама оперативног система Windows фокусирао на НБТ, тако да ова разлика постаје ирелевантна.
Према ИТЛабс, у вишекорисничком раду, у брзини рада, као и штампи датотека у улози сервера Самба је више од два пута бржа у односу на Windows Server 2003 у истим улогама.